# Nete (rijeka)
Nete (nizozemski, na francuskom: Nèthe) je rijeka u sjevernoj Belgiji, desni pritok Rupela. Protječe kroz belgijsku provinciju Antwerpen. Nastaje u gradu Lieru, sutokom rijeka Grote Nete i Kleine Nete. Teče kroz Duffel, a u Rumstu sutokom s rijekom Dyle formira rijeku Rupel. Njeno porječje pokriva gotovo 60% pokrajine Antwerpen.

## Grote Nete
Rijeka Grote Nete (Veliki Nete) duga je oko 85 km a izvor joj je u blizini Hechtela u belgijskoj pokrajini Limburg. Teče u zapadnom smjeru kroz gradove Geel, Westerlo i Heist-op-den-Berg prije sutoka s Kleine Neteu u Lieru. Glavne su joj pritoke Molse Nete blizini Geela, Grote Laak u blizini Westerla i Wimp u blizini Herenthouta.

## Kleine Nete
Rijeka Kleine Nete (Mali Nete) duga je oko 50 km a izvor joj je blizu mjesta Retie u belgijskoj provinciji Antwerpen. Teče sjeverno od Grote Nete, u jugozapadnom smjeru, kroz gradove Herentals i Nijlen prije sutoka s Grote Neteu u Lieru. Pritoke, sve sa sjevera, su Wamp blizini Kasterleea, Aa u blizini Grobbendonka i Molenbeek-Bollaak u blizini Nijlena.

## Prirodni krajolici
U doline Grote Nete nalazi se prirodni krajolik Scheps, između mjesta Olmen i Scheps.

## Vanjske poveznice
|  | Zajednički poslužitelj ima još gradiva o temi Nete (rijeka) |